# إمكانية استخدام الموقع الإلكتروني
قابلية استخدام الموقع الإلكتروني هو تطبيق قابلية الاستخدام في تلك المجالات حيث يمكن اعتبار متصفح ويب نموذج أو مثال عام (أو "استعارة")بارادايم لإنشاء GUI

## أمور عامة
إمكانية استخدام المواقع الإلكترونية هو توجه لجعل المواقع الإلكترونية أسهل بالنسبة للمستهلك النهائي دون الحاجة إلى الأخذ في الاعتبار استخدامها من قبل متدرب متخصص. يجب أن يكون المستخدم قادرا على ربط الأفعال التي يحتاجها بديهياً ببعضها ليقوم بالعمل على صفحة الإنترنت، مع بعض التدخلات الأخرى التي يراها في الحياة العامة، مثال، ضغط الزر يؤدي إلى عمل ما. الهدف الأوسع للقدرة على الاستخدام يمكن أن يكون. ويكيبيديا:بحاجة لمصدر
- تقديم المعلومات للمستخدم بطريقة واضحة ودقيقة.
- منح خيارات صحيحة للمستخدمين بطريقة واضحة للغاية.
- إزالة أي غموض بشأن عواقب أي فعل، مثال النقر على حذف أو إزالة أو شراء.
- ضع أهم الأشياء في المكان الصحيح في صفحة الإنترنت أو في تطبيق الإنترنت.

## المنهجية
نظرا لتوافر مزيد من النتائج حول بحث علمي قابلية الاستخدام، فقد أدى ذلك إلى تطوير عدد من علم المنهج لتعزيز إمكانية استخدام المواقع الإليكترونية

## التجارة الإلكترونية
في سياق مواقع تجارة إلكترونية، معنى قابلية استخدام الموقع محدد للغاية ليعني الفعالية: بحيث يستهدف المبيعات أو أداء صفقات أخرى تكون ذات قيمة للعمل، وقد حصلت قابلية استخدام المواقع على مزيد من الانتباه نظراً لأن الكثير من مواقع التجارة الإلكترونية الأولى بدأت تعاني الفشل عام 2000. بينما اُعْتُبِرَت التصميمات الجرافيكية الجذابة عنصراً لا غنى عنه للنجاح من أجل تطبيقات عمل إلكتروني ناجحة أثناء ظهور الإنترنت في التسعينات. وقد صرح زعماء قابلية استخدام المواقع بأن العكس هو الصحيح. فقد دعوا إلى مبدأ القبلة أو KISS Principle (اجعل المبادئ سهلة)الذي أثبت فعاليته في تركيز انتباه المستخدم النهائي.

## وصلات خارجية
See also قابلية الاستخدام.
- Usability.gov — usability basics with focus on web usability
- Evaluating Web Sites for Accessibility — accessibility is a crucial subset of usability for people with disabilities. This W3C/WAI suite includes a section on involving users in testing for accessibility.
- Usability News from the Software Usability Research Laboratory at Wichita State University
- Usability Professionals' Association — Organization for people practicing and promoting usability
- The Usability Methods Toolbox
- Jakob Nielsen's Alertbox — A bi-weekly column about current issues in web usability

### كتب إلكترونية
- The (Usable) Web Style Guide
- User In Your Face — A free, online book about user interface design, written in installments